# По-По (Іллінойс)
По-По (англ. Paw Paw) — селище (англ. village) в США, в окрузі Лі штату Іллінойс. Населення — 830 осіб (2020).

## Географія
По-По розташоване за координатами 41°41′15″ пн. ш. 88°58′51″ зх. д. / 41.68750° пн. ш. 88.98083° зх. д. (41.687519, -88.980865).  За даними Бюро перепису населення США в 2010 році селище мало площу 1,52 км², уся площа — суходіл.

### Клімат
| Клімат : По-По        | Клімат : По-По | Клімат : По-По | Клімат : По-По | Клімат : По-По | Клімат : По-По | Клімат : По-По | Клімат : По-По | Клімат : По-По | Клімат : По-По | Клімат : По-По | Клімат : По-По | Клімат : По-По | Клімат : По-По |
| Показник              | Січ.           | Лют.           | Бер.           | Квіт.          | Трав.          | Черв.          | Лип.           | Серп.          | Вер.           | Жовт.          | Лист.          | Груд.          | Рік            |
| Середній максимум, °C | −2,8           | −0,6           | 6,7            | 15,0           | 21,1           | 26,7           | 28,3           | 26,7           | 23,3           | 16,7           | 7,8            | 0,0            | 13,9           |
| Середній мінімум, °C  | −17,8          | −10            | −3,9           | 2,2            | 8,3            | 13,9           | 16,1           | 15,0           | 10,6           | 3,9            | −1,7           | −8,9           | 2,8            |
| Норма опадів, мм      | 41             | 33             | 61             | 86             | 99             | 109            | 91             | 91             | 94             | 74             | 61             | 48             | 886            |
| Днів з опадами        | 8              | 7              | 9              | 10             | 11             | 10             | 8              | 9              | 8              | 8              | 8              | 8              | 104            |
| --------------------- | -------------- | -------------- | -------------- | -------------- | -------------- | -------------- | -------------- | -------------- | -------------- | -------------- | -------------- | -------------- | -------------- |
| Джерело: Weatherbase  |                |                |                |                |                |                |                |                |                |                |                |                |                |

## Демографія
Згідно з переписом 2010 року, у селищі мешкало 870 осіб у 349 домогосподарствах у складі 233 родин. Густота населення становила 573 особи/км².  Було 397 помешкань (262/км²).
Расовий склад населення:
| - 94,8 % — білих - 1,0 % — чорних або афроамериканців - 0,2 % — корінних американців - 2,5 % — осіб інших рас |

До двох чи більше рас належало 1,4 %. Частка іспаномовних становила 4,3 % від усіх жителів.
За віковим діапазоном населення розподілялося таким чином: 23,7 % — особи молодші 18 років, 61,8 % — особи у віці 18—64 років, 14,5 % — особи у віці 65 років та старші. Медіана віку мешканця становила 39,9 року. На 100 осіб жіночої статі у селищі припадало 94,2 чоловіків;  на 100 жінок у віці від 18 років та старших — 101,2 чоловіків також старших 18 років.
Середній дохід на одне домашнє господарство  становив 53 413 долари США (медіана — 44 659), а середній дохід на одну сім'ю — 64 117 доларів (медіана — 55 357). Медіана доходів становила 50 404 долари для чоловіків та 27 143 долари для жінок. За межею бідності перебувало 18,4 % осіб, у тому числі 37,9 % дітей у віці до 18 років та 3,0 % осіб у віці 65 років та старших.
Цивільне працевлаштоване населення становило 380 осіб. Основні галузі зайнятості: освіта, охорона здоров'я та соціальна допомога — 25,3 %, виробництво — 16,1 %, роздрібна торгівля — 13,4 %.